# Vorwärts Spoho Köln
Der Vorwärts Spoho Köln (vollständiger Name: Vorwärts Spoho 98 e. V.) ist ein Fußballverein aus Köln. Die erste Frauenmannschaft spielt seit 2018 in der Regionalliga West, in der sie bereits von 2015 bis 2017 vertreten war. Ihr bislang größter Erfolg war der Gewinn des Mittelrheinpokals im Jahr 2017 und die damit verbundene Qualifikation für den DFB-Pokal der Frauen.

## Geschichte
Der Verein wurde im Jahre 1998 von Studenten der Deutschen Sporthochschule Köln gegründet. Erste sportliche Heimat war ein Ascheplatz am Carl-Diem-Weg. Ab 2004 wurde für wenige Jahre die Sportanlage Telekom Post im Stadtteil Bocklemünd genutzt, bevor Vorwärts Spoho schließlich die Nordfelder am Walter-Binder-Weg nutzte. Nach eigenen Angaben sind 80 Prozent der Vereinsmitglieder Studenten oder Absolventen der Sporthochschule.

### Frauen
Nachdem der Verein in den Anfangsjahren Probleme hatte, genügend Spielerinnen zu gewinnen, gelang der Mannschaft im Jahre 2003 der Aufstieg in die Landesliga. Zwei Jahre später gelang der Aufstieg in die Mittelrheinliga, dem allerdings der direkte Wiederabstieg folgte. Schon in der folgenden Saison 2008/09 gelang der Wiederaufstieg. Die neugegründete zweite Frauenmannschaft schaffte bereits in der ersten Saison 2010/11 den Aufstieg in die Bezirksliga. In der kommenden Saison gelang der erneute Aufstieg in die Landesliga. Zurück in der Mittelrheinliga wurde die erste Frauenmannschaft 2012 und 2013 jeweils Vizemeister hinter Fortuna Köln bzw. der zweiten Mannschaft des 1. FC Köln. Schließlich wurde die Mannschaft im Jahre 2015 Meister und stieg in die Regionalliga auf. In der Saison 2016/17 folgte der Abstieg, dafür konnten die Kölnerinnen durch einen 2:1-Sieg über Fortuna Köln den Mittelrheinpokal gewinnen. 
Damit qualifizierte sich Vorwärts Spoho Köln erstmals für den DFB-Pokal der Frauen. Dort verlor die Mannschaft in der ersten Runde gegen den Zweitligisten 1. FFC 08 Niederkirchen mit 1:3. Es folgte der direkte Wiederaufstieg und Platz drei in der Regionalligasaison 2018/19. In der Saison 2024/25 gelang der Klassenerhalt nur, weil der FSV Gütersloh 2009 aus der 2. Bundesliga in die Regionalliga West abstieg und ihre dort spielende zweite Mannschaft daher zwangsabsteigen musste.

### Männer
Die Männermannschaft schaffte im Jahre 2000 den Aufstieg in die Kreisliga B. Elf Jahre später gelang der Sprung in die Kreisliga A. Im Jahre 2015 stieg die Mannschaft wieder ab.

### Jugend
Seit der Saison 2010/11 hat der Verein auch eine Jugendabteilung. Jungen- und Mädchenmannschaften sind in den letzten Jahren kontinuierlich aufgebaut worden. In der Saison 2018/19 werden erstmals eine A-Junioren und eine B-Juniorinnen Mannschaft gemeldet und die Lücke zur Seniorenabteilung geschlossen. 22 weitere Mannschaften sind im Spielbetrieb gemeldet. Im Jahr 2017 veranstaltete die U8 als einer der ersten Vereine im Kölner Raum ein Funino-Turnier.

## Persönlichkeiten
- Jil Ludwig
- Miriam Marx
- Theresa Merk
- Christoph Rüschenpöhler
- Neo Telle
- Ann-Kathrin Vinken